# روز جهانی زنان و دختران در علم
روز جهانی زنان و دختران در علم جشن و رویدادی سالانه است که توسط مجمع عمومی سازمان ملل متحد برای ارتقاء دسترسی و مشارکت کامل و برابر زنان در زمینه‌های علوم، فناوری، مهندسی و ریاضیات (STEM) برگزار می‌شود. مجمع عمومی سازمان ملل متحد قطعنامه ۷۰/۲۱۲ را در ۲۲ دسامبر ۲۰۱۵ تصویب کرد، که روز ۱۱ فوریه را به عنوان بزرگداشت سالانه این جشن اعلام می‌کند. سالانه موضوعی انتخاب می‌شود تا تمرکز و حوزه بحث خاصی حول یک نقطه تمرکز برای برابری جنسیتی در علم برجسته شود.
روز جهانی زنان و دختران در علم هر ساله توسط یونسکو و با همکاری زنان سازمان ملل اجرا می‌شود. هر دو سازمان با دولت‌ها، سازمان‌های بین‌دولتی، شرکای جامعه مدنی، دانشگاه‌ها و شرکت‌ها همکاری می‌کنند تا به هدف مشترک ارتقای نقش زنان و دختران در زمینه‌های علمی دست یابند و از کسانی که قبلاً در این زمینه موفق بودند، تجلیل کنند.

## زمینه
زنان در مقایسه با همسالان مرد خود در زمینه‌های علم و فناوری کمتر حضور دارند. بین دهه‌های ۱۹۶۰ و ۱۹۸۰، تعداد زنانی که مدرک‌های علوم و مهندسی دریافت می‌کردند به‌طور پیوسته در دانشگاه‌های آمریکا افزایش یافت، اما از دهه ۱۹۸۰ به یک سطح غیرمنتظره رسید. مطالعه‌ای در بریتانیا در سال ۲۰۱۳ نشان داد که حضور کم‌رنگی از زنان در زمینه‌های علم، فناوری، مهندسی، و ریاضیات (STEM) وجود دارد و در دوره ۲۵ ساله قبل تغییر کمی در مشارکت زنان در علم و فناوری وجود داشته‌است. علاوه بر این، موانع اجتماعی از جمله انتظار از زنان در خانه، ازدواج زودهنگام و شیوه‌های تبعیض‌آمیز در بازار کار در جلوگیری از دستیابی زنان در برخی از مناطق در حال توسعه در سراسر جهان مانند آفریقا، آسیای جنوبی و کارائیب در این مورد نقش داشته‌اند.
در عصر حاضر، این موانع برای مشارکت همچنان پابرجا هستند و به عنوان موانع اجتماعی وجود دارند. مطالعه‌ای در سال ۲۰۱۳ در بریتانیا موانع اجتماعی را برای مشارکت پس از سن شرکت اجباری در علوم (به ویژه فیزیک) بررسی کرد و مشخص شد که سوگیری‌های جنسیتی فراگیر وجود دارد، زیرا معلمان، خانواده و دوستان دختران، کمتر به مطالعه فیزیک تشویق می‌شوند. .
در سرتاسر جهان نیز تفاوت‌های منطقه‌ای در موانع خاص برای مشارکت زنان در علوم وجود دارد. در ایالات متحده، مشخص شد که ثبت نام و جذب کمتر به تحصیلات علمی منجر به مشارکت کمتر زنان شده‌است. در کشورهای عربی ثبت نام در آموزش علمی بالاست و شصت تا هشتاد درصد از کل ثبت نام‌ها را شامل می‌شود، اما موانع شغلی و اجتماعی مانع از مشارکت بیشتر می‌شود.

### تصویب توسط سازمان ملل

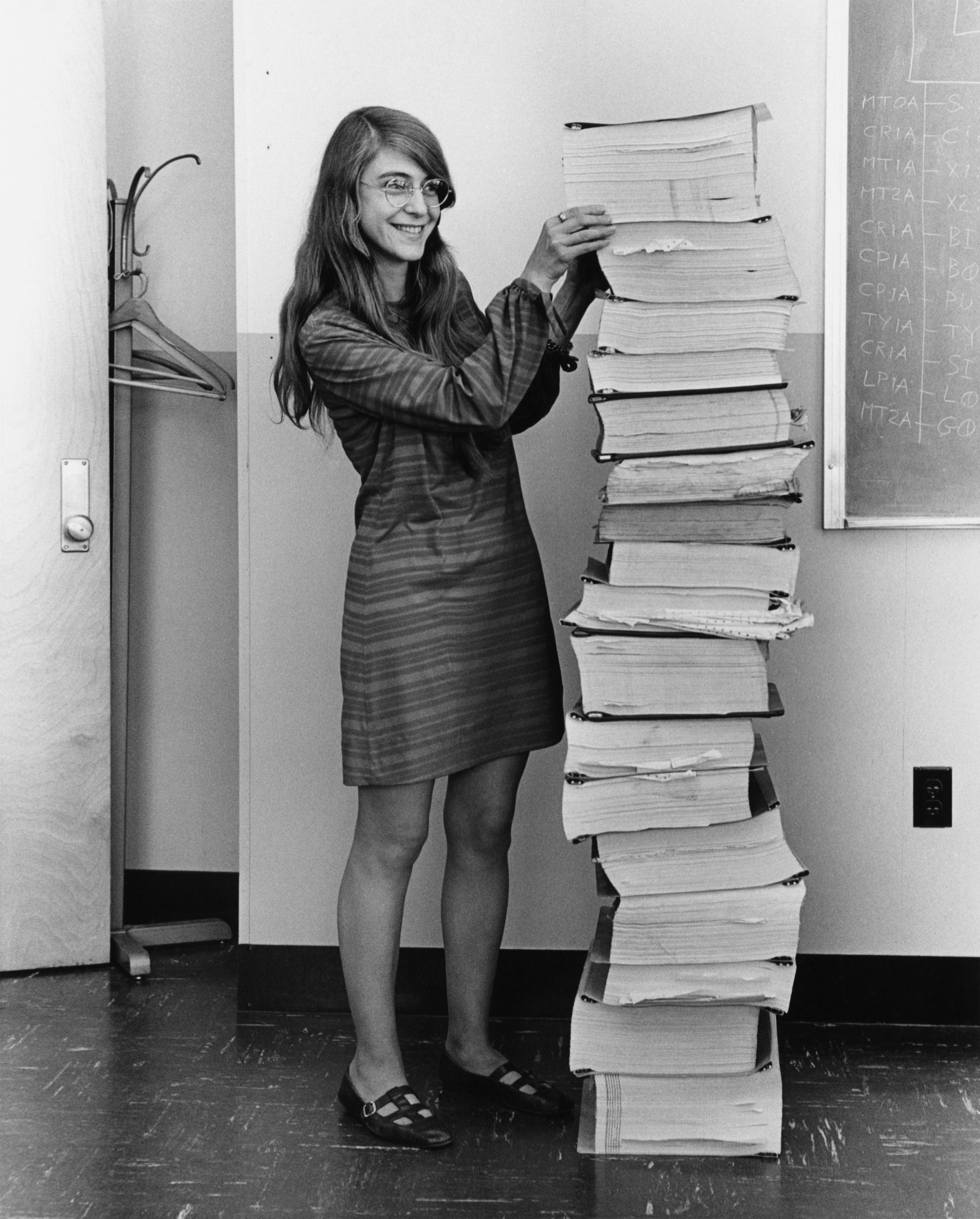
مارگارت همیلتون، ایستاده در کنار محاسبات مربوط به برنامه‌نویسی نرم‌افزار جهت‌یاب فضاپیمای آپولو ۱۱ که وی و تیم تحقیقاتی‌اش در مؤسسه فناوری ماساچوست، آن را در دهه ۱۹۷۰، برای برنامه فضایی آپولو نوشتند. مارگارت همیلتون در سال ۲۰۱۶ میلادی، به دلیل نقش بسیار مهم‌اش در موفقیت برنامه فضایی آپولو، نشان افتخار آزادی رئیس‌جمهوری، که مهم‌ترین جایزه مدنی ایالات متحده آمریکا محسوب می‌گردد را از باراک اوباما، رئیس‌جمهور وقت ایالات متحده آمریکا دریافت کرد.

در ۲۲ دسامبر ۲۰۱۵، مجمع عمومی سازمان ملل متحد برای تصویب قطعنامه ۷۰/۲۱۲ تحت عنوان «روز جهانی زنان و دختران در علم» تشکیل جلسه داد. این قطعنامه رسماً ۱۱ فوریه را به عنوان روز جهانی زنان و دختران در علم اعلام کرد. مجمع عمومی سازمان ملل متحد از همه کشورهای عضو، سازمان‌ها و ارگان‌های سازمان ملل متحد در کنار افراد و بخش خصوصی دعوت کرد تا در افزایش آگاهی و فعالیت‌های آموزشی برای ارتقای دسترسی کامل و برابر برای زنان و دختران به علم مشارکت کنند. سازمان ملل متحد در تصویب این قطعنامه از چندین قطعنامه قبلی خود استفاده کرد تا به لزوم رعایت روز جهانی زن و دختر در علم اشاره کند. قابل ذکر است، قطعنامه ۷۰/۱ با عنوان «تغییر جهانمان: دستورکار ۲۰۳۰ برای توسعه پایدار» که اهداف توسعه پایدار ۲۰۳۰ سازمان ملل را اعلام کرده‌است، یعنی اهداف آموزش با کیفیت و برابری جنسیتی ذکر شده‌است. در کنار این، قطعنامه ۶۸/۲۲۰ استناد شد که در آن مجمع عمومی سازمان ملل متحد تشخیص داد که برای دستیابی به برابری جنسیتی و توانمندسازی زنان، ارتقای دسترسی کامل و برابر زنان برای مشارکت در علم، فناوری و نوآوری ضروری است. دو سازمان کلیدی سازمان ملل متحد، یونسکو و زنان سازمان ملل مسئول برگزاری روز جهانی زنان و دختران در علم هستند. روز جهانی زنان و دختران در علم توسط یونسکو و زنان سازمان ملل جشن گرفته می‌شود. این روز فرصتی برای ترویج دسترسی کامل و برابر به علم و مشارکت در آن برای زنان و دختران است. برابری جنسیتی یک اولویت جهانی برای یونسکو است و حمایت از دختران جوان، آموزش و توانایی کامل آنها برای شنیدن ایده‌هایشان اهرم‌هایی برای توسعه و صلح است. مقابله با برخی از بزرگ‌ترین چالش‌های برنامه توسعه پایدار - از بهبود سلامت گرفته تا مبارزه با تغییرات آب‌وهوایی - به استفاده از همه استعدادها متکی است. این بدان معناست که زنان بیشتری در این زمینه‌ها کار کنند. تنوع در تحقیقات، مجموعه محققان با استعداد را گسترش می‌دهد و دیدگاه‌های تازه، استعداد و خلاقیت را به ارمغان می‌آورد. این روز یادآور این است که زنان و دختران نقش مهمی در جوامع علم و فناوری دارند و مشارکت آنها باید تقویت شود.

## یادبودهای سالانه و موضوعات رسمی
هر سال در ۱۱ فوریه، سازمان ملل میزبان مجمع روز جهانی زنان و دختران در علم است. این مجمع نمایندگان کشورهای عضو را در کنار نمایندگان سازمان‌های بین‌المللی، بخش خصوصی و دانشمندان برجسته گرد هم می‌آورد تا دربارهٔ اقدامات و ابتکارات برای ترویج مشارکت بیشتر زنان در STEM بحث کنند. این مجمع توسط نمایندگی‌های دائمی در سازمان ملل متحد شامل آندورا، آنتیگوا و باربودا، ارمنستان، استرالیا، بوتان، شیلی، اکوادور، فنلاند، یونان، لتونی، مکزیک، نیجریه، جمهوری کره، سن مارینو و ازبکستان حمایت می‌شود. . هر سال مجمع بر یک موضوع کلیدی به عنوان موضوع اصلی بحث تمرکز می‌کند.
| نسخه | سال  | موضوع                                                         |
| ---- | ---- | ------------------------------------------------------------- |
| ۱    | ۲۰۱۶ | دگرگونی جهان: برابری در علم                                   |
| ۲    | ۲۰۱۷ | جنسیت، علم و توسعه پایدار: تأثیر رسانه‌ها - از چشم‌انداز تا عمل |
| ۳    | ۲۰۱۸ | برابری و توازن در علم برای صلح و توسعه                        |
| ۴    | ۲۰۱۹ | سرمایه‌گذاری در زنان و دختران در علم برای رشد سبز فراگیر       |
| ۵    | ۲۰۲۰ | برابری در علم، فناوری و نوآوری: روندها و چالش‌های جهانی        |
| ۶    | ۲۰۲۱ | فراتر از مرزها: برابری در علم برای جامعه                      |
| ۷    | ۲۰۲۲ | برابری، تنوع و شمول: آب ما را متحد می‌کند                      |

## معرفی توسط سازمان‌های دولتی

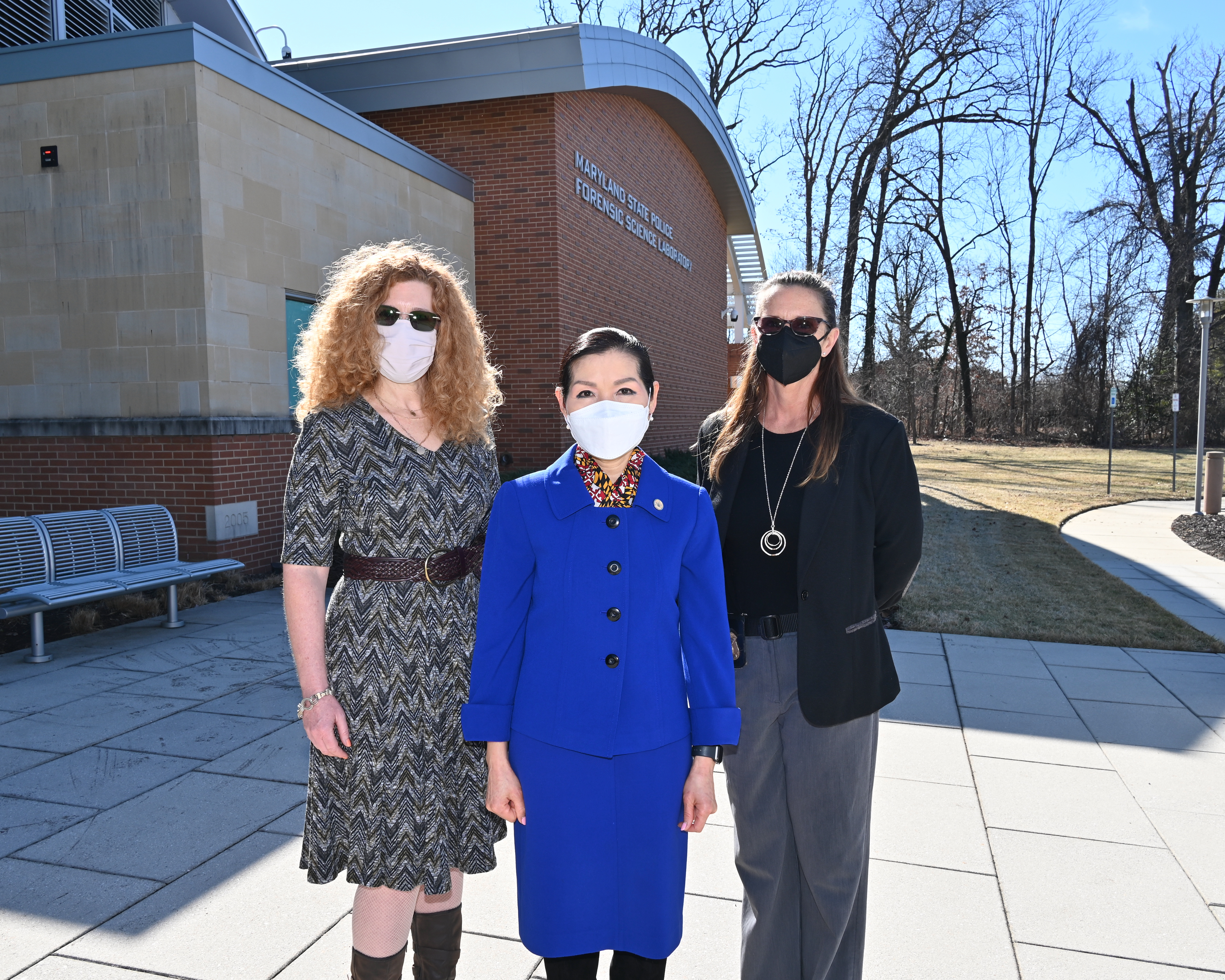
یومی هوگان، بانوی اول مریلند، از روز جهانی زنان و دختران در علم در سال ۲۰۲۲ در بخش علوم قانونی پلیس ایالت مریلند حمایت می‌کند.

در کنار مجمع سالانه سازمان ملل، دولت‌ها و سازمان‌های دولتی مختلف، ابتکاراتی را برای به رسمیت شناختن و تأیید روز جهانی زنان و دختران در علم، از جمله افزایش آگاهی و افزایش بودجه برای طرح‌های ترویج زنان در علم، ترویج می‌کنند. نمونه‌های انتخاب شده در زیر برجسته شده‌اند.

## به رسمیت شناختن
در سطح جهانی، سازمان‌های غیردولتی و شرکتی نیز روز جهانی زنان و دختران در علم را از طریق ابتکارات خود برای ارتقای نقش زنان در STEM به رسمیت شناخته‌اند. نمونه‌های انتخاب شده در زیر برجسته شده‌اند.

### دانشگاه‌ها

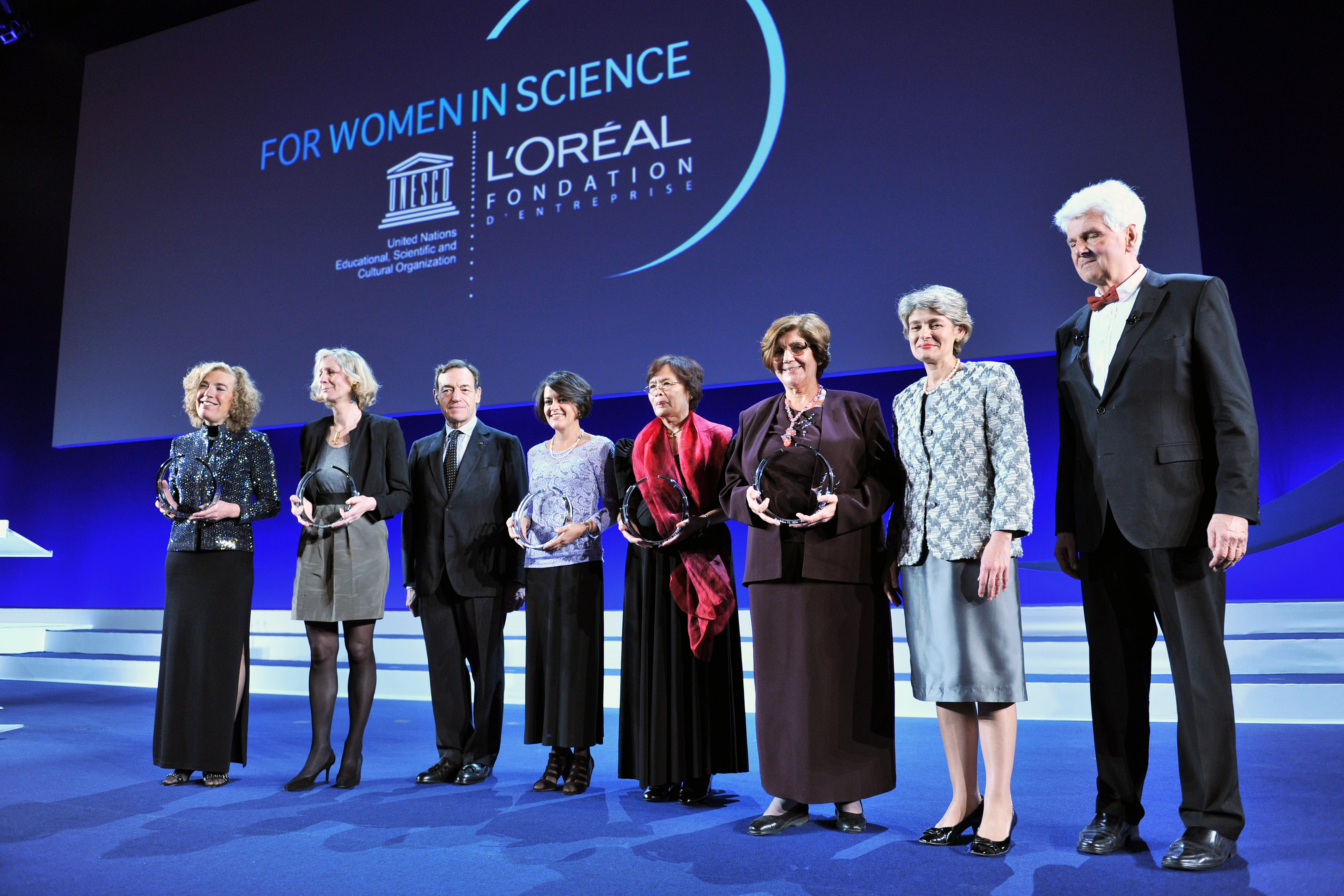
مراسم جوایز جایزه L'Oréal برای زنان در علم (۲۰۱۰)

دانشگاه‌ها و سازمان‌های دانشگاهی نقش کلیدی در به رسمیت شناختن روز جهانی زن و دختر در علم دارند. به عنوان مثال، در سال ۲۰۱۷ برای دومین بزرگداشت سالانه این رویداد، گروه بین‌المللی فیزیک ذرات، شبکه‌ای از دانشگاه‌ها و دانشمندان از دانشگاه‌ها و آزمایشگاه‌های تحقیقاتی در سراسر جهان، کلاس‌های کارشناسی ارشدی را که توسط دانشمندان زن برای دانشجویان دختر در سراسر بارسلون، کالیاری، کوزنزا، هایدلبرگ، مادرید، پاریس، پراگ، ریودوژانیرو و سائوپائولو برگزار شد، راه‌اندازی کرد. پس از راه‌اندازی، این مسترکلاس‌ها هر ساله در کنار روز جهانی زنان و دختران در علم برگزار می‌شوند. اعضای مرتبط شورای بین‌المللی علوم از جمله اتحادیه بین‌المللی نجوم، اتحادیه بین‌المللی ریاضی و اتحادیه بین‌المللی شیمی محض و کاربردی، همگی میزبان رویدادهایی هستند که به صورت حضوری و به صورت مجازی سالانه روز جهانی زنان و دختران در علم را جشن می‌گیرند.

### شرکت‌ها
شرکت‌های مختلف به‌طور فعال در طرح‌هایی برای ترویج زنان و دختران در علم که همزمان با بزرگداشت روز جهانی زنان و دختران در علم است، شرکت می‌کنند. لورئال حامی جوایز «L'Oreal-UNESCO For Women in Science» است که سالانه در ۱۱ فوریه به پنج دانشمند زن از مناطق سراسر جهان برای قدردانی از دستاوردهای ارجمند آنان در زمینه‌های علمی اهدا می‌شود. ایرباس، شرکت هواپیمایی جهانی، از تمرکز روی روز جهانی زنان و دختران در علم برای معرفی کردن زنان اثرگذار در شرکت خود و نقش‌های کلیدی آنها برای شرکت در سطح جهانی استفاده می‌کند. در سال ۲۰۲۲، آنها نقش اولین زن را که به گروه مدیر برنامه فضایی ایرباس در مادرید ملحق شد برجسته کردند.